# Bramka Toffoliego
| Wejście | Wejście | Wejście |  | Wyjście | Wyjście | Wyjście |
| ------- | ------- | ------- |  | ------- | ------- | ------- |
| 0       | 0       | 0       |  | 0       | 0       | 0       |
| 0       | 0       | 1       |  | 0       | 0       | 1       |
| 0       | 1       | 0       |  | 0       | 1       | 0       |
| 0       | 1       | 1       |  | 0       | 1       | 1       |
| 1       | 0       | 0       |  | 1       | 0       | 0       |
| 1       | 0       | 1       |  | 1       | 0       | 1       |
| 1       | 1       | 0       |  | 1       | 1       | 1       |
| 1       | 1       | 1       |  | 1       | 1       | 0       |

Bramka Toffoliego to trzykubitowa bramka kwantowa zwana też podwójnie sterowaną negacją (CCN z ang. controlled-controlled-NOT lub TG z ang. Toffoli Gate, inne nazwy: controlled-SWAP). Jej pomysłodawcą jest włoski naukowiec Tommaso Toffoli.

## Działanie
Tabela obok przedstawia wszystkie możliwe kombinacje danych wejściowych wraz z odpowiadającymi im danymi wyjściowymi. Działanie bramki Toffoliego można określić w skrócie: jeżeli dwa pierwsze kubity wejścia są jednakowe i co do wartości równe 1 to trzeci kubit wyjścia będzie negacją trzeciego kubitu wejścia.